# Proboscinotus loquax
Proboscinotus loquax är en kräftdjursart som först beskrevs av J. L. Barnard 1967.  Proboscinotus loquax ingår i släktet Proboscinotus och familjen Dogielinotidae. Inga underarter finns listade i Catalogue of Life.